# Little Swanport
Little Swanport är ett berg i Australien. Det ligger i regionen Glamorgan/Spring Bay och delstaten Tasmanien, i den sydöstra delen av landet, omkring 68 kilometer nordost om delstatshuvudstaden Hobart. Toppen på Little Swanport är 535 meter över havet, eller 196 meter över den omgivande terrängen. Bredden vid basen är 4,2 km.
Trakten runt Little Swanport är nära nog obefolkad, med mindre än två invånare per kvadratkilometer.. Närmaste större samhälle är Triabunna, omkring 13 kilometer sydost om Little Swanport. 
I omgivningarna runt Little Swanport växer i huvudsak städsegrön lövskog. Genomsnittlig årsnederbörd är 596 millimeter. Den regnigaste månaden är november, med i genomsnitt 89 mm nederbörd, och den torraste är augusti, med 37 mm nederbörd.